# ليز كارليل
ليز كارليل (بالإنجليزية: Liz Carlyle)‏ (7 أغسطس 1958، سوفولك في الولايات المتحدة)؛ روائية أمريكية.